# Zhao Guo
Zhao Guo est un réformateur chinois du Ier siècle av. J.-C. Pendant les dernières années du règne de l'empereur Wu (141-87 av. J.-C.), il favorise la diffusion de nouveaux procédés agricoles  : rotation des cultures, utilisation de charrues à double soc de fer tirées par des bœufs ou des hommes, semences disposées en lignes par économie, semoirs pour plus de rentabilité, machines à vanner les grains, production massive d’outils en fonte et en acier par 88 fonderies d’État utilisant le charbon et des hauts fourneaux en briques réfractaires.